# NK Ankerkader 47/2 Ereklasse 1972-1973
Het Nederlands kampioenschap in de biljartdiscipline Ankerkader 47/2 in het seizoen 1972-1973 werd gespeeld van 8 t/m 11 februari 1973 in  Eibergen. Hans Vultink behaalde de titel. 

## Eindstand
| NK Ankerkader 47/2 Ereklasse 1972-1973 - Eindstand | NK Ankerkader 47/2 Ereklasse 1972-1973 - Eindstand | NK Ankerkader 47/2 Ereklasse 1972-1973 - Eindstand | NK Ankerkader 47/2 Ereklasse 1972-1973 - Eindstand | NK Ankerkader 47/2 Ereklasse 1972-1973 - Eindstand | NK Ankerkader 47/2 Ereklasse 1972-1973 - Eindstand | NK Ankerkader 47/2 Ereklasse 1972-1973 - Eindstand | NK Ankerkader 47/2 Ereklasse 1972-1973 - Eindstand | NK Ankerkader 47/2 Ereklasse 1972-1973 - Eindstand |
| RANG                                               | SPELER                                             | GESP                                               | PP                                                 | CAR                                                | BRT                                                | MOY                                                | PMOY                                               | HS                                                 |
| -------------------------------------------------- | -------------------------------------------------- | -------------------------------------------------- | -------------------------------------------------- | -------------------------------------------------- | -------------------------------------------------- | -------------------------------------------------- | -------------------------------------------------- | -------------------------------------------------- |
|                                                    | Hans Vultink                                       | 7                                                  | 14                                                 | -                                                  | -                                                  | 96,55                                              | 200,00                                             | 371                                                |
|                                                    | Flip Beekman                                       | 7                                                  | 10                                                 | -                                                  | -                                                  | 26,16                                              | 57,14                                              | 147                                                |
|                                                    | Jean Bessems                                       | 7                                                  | 9                                                  | -                                                  | -                                                  | 42,79                                              | 400,00                                             | 400                                                |
| 4                                                  | Christ van der Smissen                             | 7                                                  | 8                                                  | -                                                  | -                                                  | 40,20                                              | 133,33                                             | 339                                                |
| 5                                                  | Bert van Nijnatten                                 | 7                                                  | 7                                                  | -                                                  | -                                                  | 21,61                                              | 44,44                                              | 108                                                |
| 6                                                  | Ben Velthuis                                       | 7                                                  | 4                                                  | -                                                  | -                                                  | 26,50                                              | 50,00                                              | 194                                                |
| 7                                                  | Gerard Klinkert                                    | 7                                                  | 3                                                  | -                                                  | -                                                  | 17,92                                              | 28,57                                              | 134                                                |
| 8                                                  | Wim van Deventer                                   | 7                                                  | 2                                                  | -                                                  | -                                                  | 26,11                                              | 33,33                                              | 265                                                |
| TOTAAL                                             | TOTAAL                                             | TOTAAL                                             | TOTAAL                                             | -                                                  | -                                                  | 31,32                                              | 400,00                                             | 400                                                |
|                                                    |                                                    |                                                    |                                                    |                                                    |                                                    |                                                    |                                                    |                                                    |

Scheveningen 1948-1949 · 
Helmond 1949-1950 · 
Leeuwarden 1950-1951 · 
Amsterdam 1951-1952 · 
Leeuwarden 1952-1953 · 
Amersfoort 1953-1954 · 
Hilversum 1954-1955 · 
Zwolle 1955-1956 · 
Leeuwarden 1956-1957 ·
Amsterdam 1957-1958 ·
Den Haag 1958-1959 · 
Nijmegen 1959-1960 · 
Leeuwarden 1960-1961 · 
Nijmegen 1961-1962 · 
Oss 1962-1963 · 
Vlaardingen 1963-1964 · 
Leeuwarden 1964-1965 ·
Sneek 1965-1966 · 
Emmeloord 1966-1967 · 
Helmond 1967-1968 · 
Heer 1968-1969 · 
Valkenburg 1969-1970 · 
Waalwijk 1969-1970 NEO · 
Amsterdam 1970-1971 · 
Eibergen 1971-1972 · 
Neede 1972-1973 · 
Uitgeest 1973-1974 · 
Enschede 1974-1975 · 
Enter 1975-1976 · 
Deventer 1976-1977 · 
Julianadorp 1977-1978 · 
Zwaag 1978-1979 · 
Zwolle 1979-1980 · 
Dordrecht 1980-1981 · 
Wijchen 1981-1982 · 
Nieuwleusen 1982-1983 · 
Eindhoven 1983-1984 · 
Steenwijk 1984-1985 ·
Westendorp 1985-1986 · 
Gouda 1986-1987 · 
Uitgeest 1987-1988 · 
Deventer 1989-1990 · 
Bussum 1990-1991 · 
Grubbenvorst 1991-1992 · 
Vroomshoop 1992-1993 ·  
Alkmaar 1993-1994 · 
Daarlerveen 1994-1995 · 
Nijkerk 1995-1996 · 
Nijkerk 1996-1997 · 
Middelbeers 1997-1998 · 
Middelbeers 1998-1999 · 
Middelbeers 1999-2000 · 
Middelbeers 2000-2001 ·
Middelbeers 2001-2002 · 
Haaksbergen 2002-2003 · 
Wijchen 2003-2004 · 
Wijchen 2004-2005 ·
Wijchen 2005-2006 · 
Wijchen 2006-2007 · 
Haarlo 2007-2008 · 
Haarlo 2008-2009 ·  
Haarlo 2009-2010 ·
Haarlo 2010-2011 ·
Rosmalen 2011-2012 · 
Haarlo 2012-2013 · 
Oegstgeest 2013-2014 · 
Haarlo 2014-2015 · 
Rosmalen 2015-2016 · 
Afferden 2016-2017 · 
Rumpt 2017-2018 · 
Afferden 2018-2019 · 
Haarlo 2019-2020 · 
nnb 2020-2021
NK Neo-Ankerkader 47/2 Ereklasse

Waalwijk 1969-1970 NEO